# 土子文則
土子文則（日语：／，羅馬化：Fuminori Tsuchiko，1948年—）是烏克蘭的日本志願者，其於2022年俄羅斯入侵烏克蘭期間移居烏克蘭。
他以免費分發物資和食物幫助哈爾科夫人渡過時艱而聞名。

## 生平
土子出生於日本東京練馬區。大學畢業後，他曾當過公務員和教師，曾在私人公司工作。他有過三段婚姻和2名女兒。其最後一任妻子去世後，他陷入抑鬱，只能勉強維持生計，並因盜竊被捕。
在2021年9月，土子前往歐洲進行了一次長途旅行。在2022年1月，他以遊客的身份訪問烏克蘭。他對與第二次世界大戰有關的地方感興趣，包括波蘭的集中營和基輔的娘子谷。

## 事蹟
2022年2月至3月，土子在華沙看到許多因俄羅斯入侵烏克蘭而逃亡的烏克蘭難民，於是決定幫助烏克蘭人。2022年4月，他來到基輔，應徵烏克蘭國土防禦部隊，並在醫院和醫療機構擔任志工。在土子聽說哈爾科夫地鐵裏有人居住後，他於2022年6月搬到了哈爾科夫。在大約6個月的時間裏，他住在勞動英雄站中，為當地人購買食物和藥品，並招待兒童。後來他返回到日本，賣掉那裡的房子，並重新回到烏克蘭。
由於缺乏資金，土子透過社群媒體呼籲支持。他在日本的支持者逐漸增加。2022年底，他在薩爾蒂夫卡租了一間公寓，借助日本的幫助繼續向哈爾科夫人民分發物資。

### 文咖啡

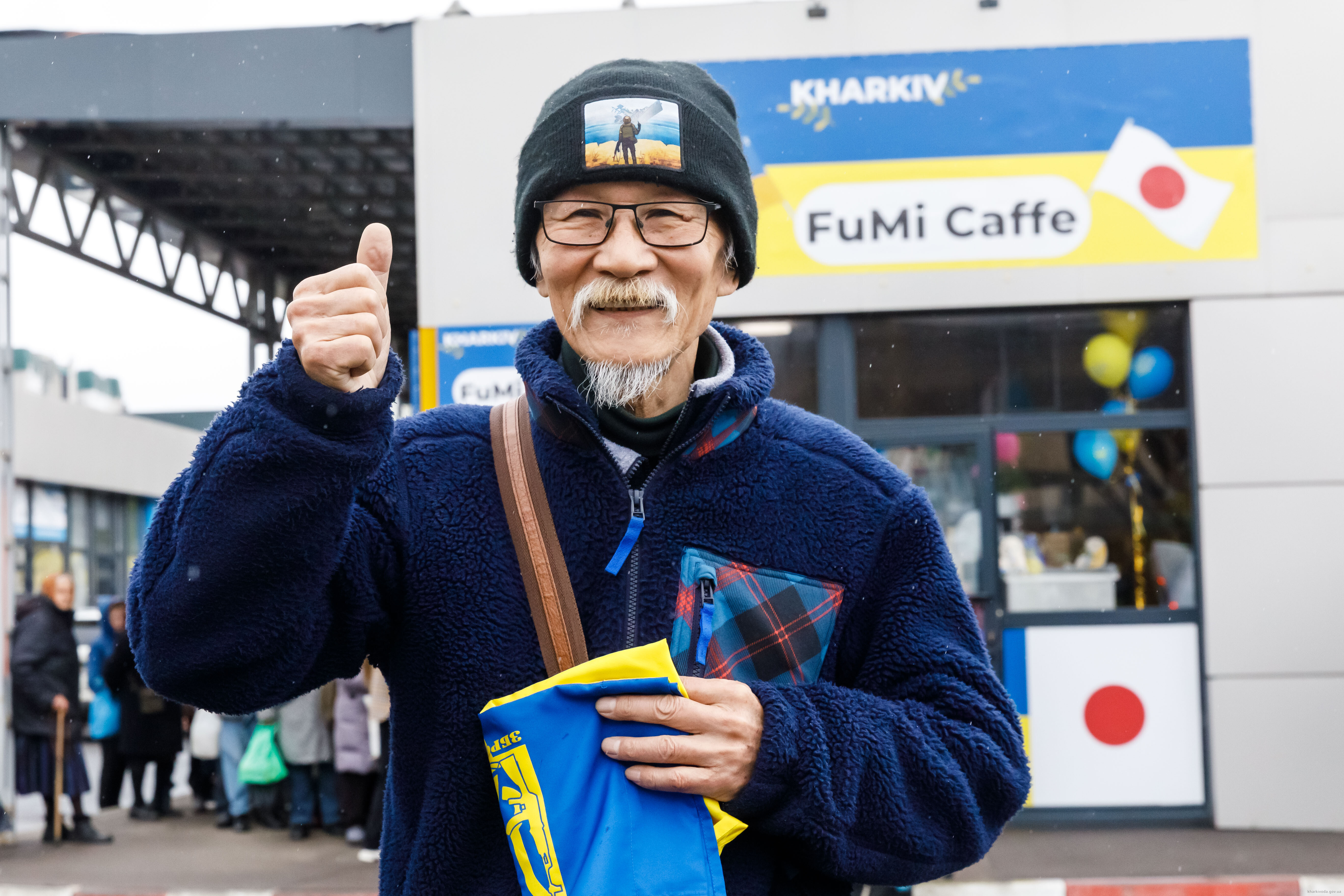
文咖啡前的土子文則

接下來，土子在眾籌的幫助下籌集約700萬日元，並於2023年4月在哈爾科夫薩爾蒂夫卡為兒童和窮人開設了一家免費提供熱食的文咖啡（FuMi Caffe）。
咖啡館的菜單包括茶、湯、羅宋湯、粥、麵食、肉類，以及餡餅、小圓麵包、大蒜甜甜圈等糕點。土子表示：「我希望人們微笑。」其每天為當地人準備約600份免費餐點，哈爾科夫州軍民管理局形容土子是「哈爾科夫不屈不撓的象徵之一」。

## 榮譽
2023年5月1日，土子獨得哈爾科夫州軍民管理局頒發志工服務榮譽證書。2023年8月23日，烏克蘭總統弗拉基米爾·澤連斯基於2023年8月23日發佈第499/2023號總統令，土子被授予烏克蘭總統獎「烏克蘭國家傳奇」及榮譽稱號。
- 志工服務榮譽證書[8]
- 烏克蘭國家傳奇[9]

## 另見
- 哈爾科夫站 (組織)